# Nasalitet
Nasalitet er sammenfattende udtryk for forskellige klangforandringer af talen som beror på forskellig grad af indblanding af næsehulen. Først og fremmest påvirkes vokalerne. Nasaliteten selv påvirkes af velofarynx-funktionen.
Hypernasal (åben nasalklang) er klangen der fremkommer, når blødgummen ikke slutter tæt op til næsehulen, så andre sproglyde som ikke skal være nasale, bliver det. Årsagen kan være anatomisk som ved gummespalte, eller neurologisk som ved dysartri. Årsagen kan dog også være vilje- eller vanemæssig.
Hyponasal (sluttet nasalklang) er når stop eller fortrængninger gør, at sproglyde som skal være nasale (dvs m, n og ng), ikke bliver det på den rette måde. Man skelner mellem frontal og indre. Frontalt sluttet nasalklang opfattes, når fortrængningen sidder langt fremme i næsehulen. Fænomenet kaldes også cul de sac (fransk for "blind gade") og kan frembringes ved simpelthen at holde for næseborerne. Indre sluttet nasalklang er, når fortrængningen findes langt tilbage i næsehulen, dvs omkring den normale aflukning op til næsehulen. Årsagen kan fx være en stor adenoid (hos børn) eller forkølelse.
Blandet nasalklang er en kombination af de to ovenstående, og sker når luft bliver ved at trænge op i næsehulen, men samtidig stoppes længere fremme. For at kunne få disse klang-afvielser bedømt og evt behandlet skal man kontakte en logopæd.